# 明治屋
株式会社明治屋（めいじや、英: Meidi-Ya Co., Ltd.）は、東京都中央区京橋に本社を置く、食料品・和洋酒類の小売・輸出入、船舶に対する納入業を営む日本の小売業者である。
なお、食品メーカーの明治などを傘下に持つ明治ホールディングスとの資本関係はない。

## 概要
1885年（明治18年）に磯野計が横浜で創業。三菱財閥と関係が深く、キリンビールの販売を手掛ける。1903年（明治36年）に合名会社に改組、1911年（明治44年）4月22日に株式会社に改組。
小売店の明治屋ストアーを、東京都を中心に日本で26店舗、日本以外で1店舗を経営する。商品のブランド名として「My（マイ、エム・ワイ）」を使用する。
2005年4月にそれまで売上の大半を占めていた卸部門を三菱商事との合弁会社に事業所ごと譲渡し、小売事業をメインとした。
本社である明治屋京橋ビルは中央区指定有形文化財に指定されている。現在、再開発ビル京橋エドグランの一部として保存・活用されている。
また、1919年に日本において初めてコカ・コーラを販売した会社でもある。

## 沿革
- 1885年（明治18年） - 磯野計が横浜・万代町にて「明治屋」を創業。
- 1888年（明治21年） - ジャパン・ブルワリーのキリンビール総代理店になる。
- 1889年（明治32年） - 天然鉱泉「三ツ矢印平野水」発売。
- 1903年（明治36年） - 合名会社明治屋を設立。
- 1907年（明治40年） - 米井源治郎、磯野長蔵、他8名、発起人となり麒麟麦酒株式会社設立。
- 1911年（明治44年） - 株式会社に改組し、株式会社明治屋となる。MYジャム発売。
- 1915年（大正04年） - 特製「名誉月桂冠」一手販売契約締結。
- 1923年（大正12年） - 東洋一のビルと言われた丸の内ビルヂングに入居。
- 1933年（昭和08年） ‐ 明治屋京橋ビル竣工。設計は曾禰達蔵
- 1940年（昭和15年） - 関東明治屋商事株式会社と関西明治屋商事株式会社を設立。
- 1990年（平成02年） - 株式会社明治屋が、関東明治屋商事株式会社・関西明治屋商事株式会社と合併。
- 2005年（平成17年） - 三菱商事との合弁会社「明治屋商事株式会社」に卸売事業を営業譲渡。
- 2011年（平成23年） - 明治屋商事が、対等合併の精神で三菱食品株式会社に吸収合併される。
- 2013年（平成25年） - 「京橋二丁目西地区再開発事業」実施に伴う本社ビル(明治屋京橋ビル)改修工事のため、ビル1階で営業していた京橋ストアーを休業し、日本橋茅場町一丁目8番1号の茅場町一丁目平和ビルに本社機能を仮移転。
- 2015年（平成27年）9月16日 - 京橋ストアー営業再開。本社事務所も元の明治屋京橋ビルに再移転。
- 2016年（平成28年） - 明治屋京橋ビルに明治屋直営ワインバー「明治屋ワイン亭」開店
- 2017年（平成29年） - 松沢幸一が八代目社長に就任。社長の米井元一が会長に就任。

## 事業内容
- 小売事業本部
直営による店舗経営。営業店舗は下記参照。
- 商品事業本部
自社製品開発、世界各国の食品・酒類の輸入。
- 海上事業本部
創業時から続いている事業。明治屋創業の基盤ともいえる。シップチャンドラー（英語版）（船舶納入）や、アメリカA.W.チェスタートーン社製工業製品の国内販売も行っている。

### 商標・ロゴマーク
ロゴマークのミツウロコは創業家の磯野家の定紋である。
明治屋と共通のロゴマークを使用する企業は他にミツウロコグループホールディングスが挙げられるが、業種、業界に全く繋がりがないことから双方が同一ロゴマークの使用について合意しているものと思われる。また他にもスキーブランドのフィッシャーとも同じである。
なお、「明治屋」をヘボン式ローマ字で書けば「MEIJI-YA」だが、明治屋のラテン文字表記は「MEIDI-YA」という綴りを用いている。これは創業者が外国人との関わり合いを通じて、英語のスペルに少ない「JI」より外国人に発音しやすい「DI」が国際的ネーミングとして適当であると考えたためである。

## 店舗

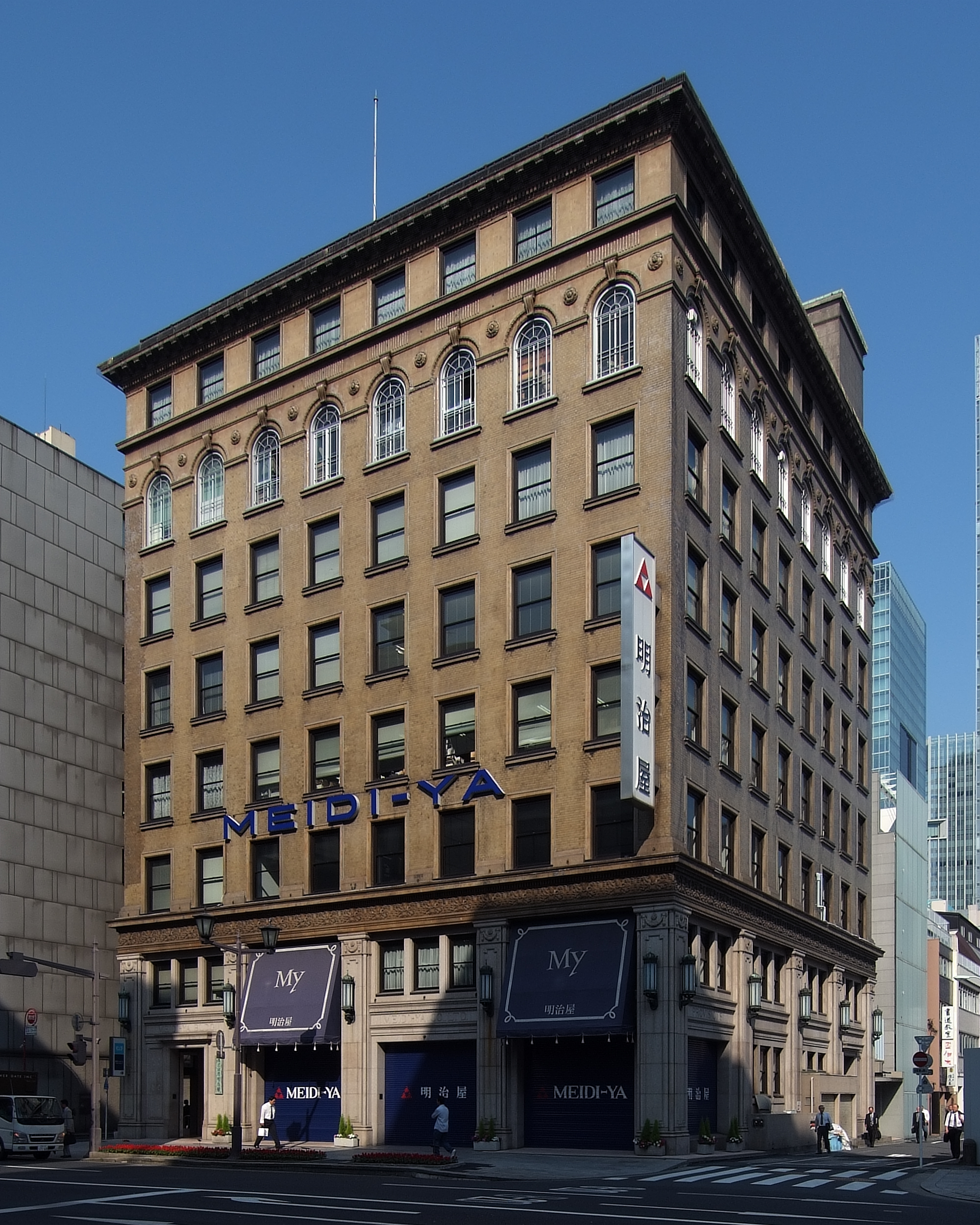
2013年の改修工事前の明治屋京橋ビル

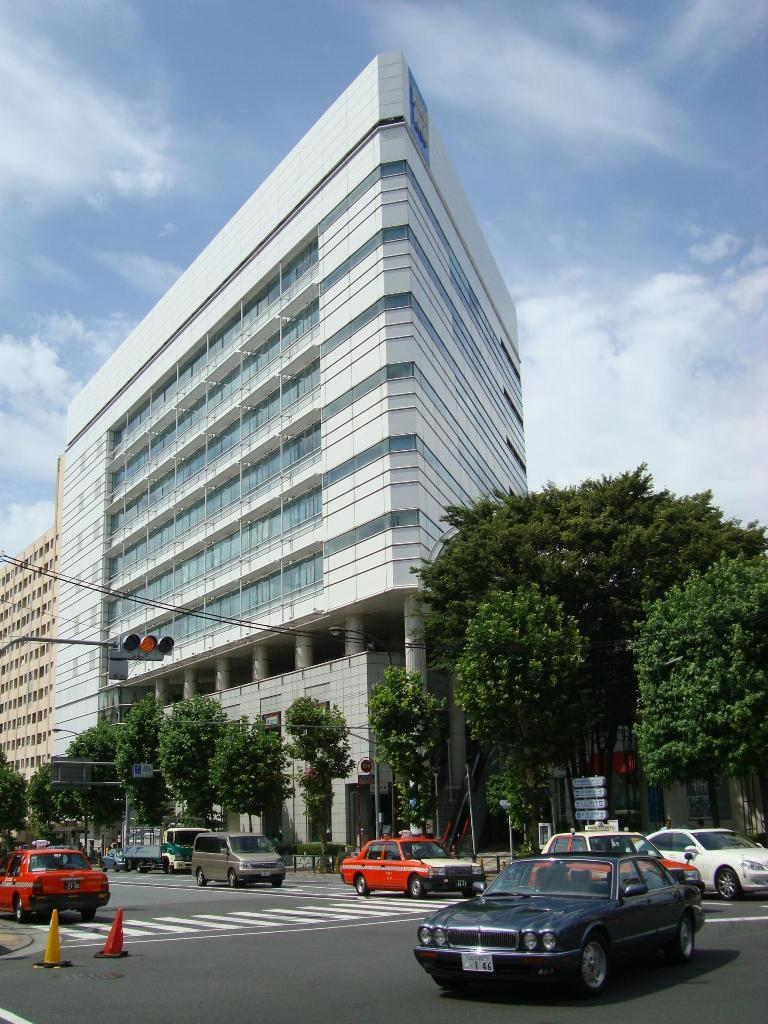
広尾ストアーが入居する広尾プラザ（明治屋グループの磯野不動産が所有、東京・広尾）

### 現在営業中の店舗
- 京橋ストアー: 実質上の本店。明治屋ホールを併設。
- 丸ビルストアー: 丸の内ビルディング　地下1階
- 広尾ストアー: 広尾プラザ　1階
- 六本木ストアー: 塩業会館ビル　1階
- 玉川ストアー: 玉川高島屋ショッピングセンター　地下1階
- 青葉台ストアー
- 仙台一番町ストアー: 仙台NSビル　1F
- 日本橋ストアー: 高島屋日本橋店　地下1階
- 八重洲口ストアー: 大丸東京店　地下1階
- 渋谷ストアー: 渋谷ヒカリエShinQs　地下3階
- 渋谷山手ストアー: 東急百貨店本店　地下1階
- 新宿西口ストアー: 小田急百貨店新宿店 ハルクフード内
- 立川ストアー: 髙島屋立川店　地下1階
- 港南台ストアー: 高島屋港南台店　地下1階
- 藤沢ストアー: 小田急百貨店藤沢店　地下1階
- 大宮ストアー: 高島屋大宮店　地下2階
- 高崎ストアー: 高崎高島屋　地下1階
- 新潟ストアー: CoColo新潟1階(新潟駅)
- 浜松ストアー: 遠鉄百貨店　本館地下1階
- 名古屋名駅ストアー: ジェイアール名古屋タカシマヤ　地下2階
- 名古屋栄大津通ストアー: 松坂屋名古屋店　地下1階
- 京都三條ストアー
- 京都四条河原町ストアー: 髙島屋京都店　地下1階
- 大阪なんばストアー: 高島屋大阪店 地下1階（東ゾーン）
- 岡山ストアー: 岡山高島屋本館 地下2階
  - 岡山ストアーアネックス: イオンモール岡山1階のタカシマヤフードメゾン内（明治屋公式サイトでは岡山ストアーの出張所のような存在になっている）
- 松山ストアー: いよてつ高島屋　地下1階
- 福岡天神ストアー: 大丸福岡天神店東館エルガーラ　地下2階
- アムスストアー（オランダ・アムステルダム）

生鮮品は、広尾・六本木・玉川・青葉台・京都三條・仙台一番町の各ストアーで取り扱っている。

### 過去にあった店舗
跡地は別の小売店になっているものが多い。
- 札幌ストアー（北海道札幌市）
- 新潟古町ストアー（新潟県新潟市）
- 赤羽台ストアー（東京都北区赤羽台）:赤羽台団地内にあった。現在は食料品ストアーのkusamaの店舗。
- 銀座ストアー（東京都中央区銀座）:改装予定で、2007年1月よりビルの耐震補強工事を行ったが、同年4月16日にダンヒルへの賃貸が決まり閉店。
- 小金井ストアー（東京都小金井市中町）
- 尾上町ストアー（神奈川県横浜市中区尾上町）: 明治屋発祥の地であったが、近傍に山下町ストアーがあるなどの理由で閉店。
- 山下町ストアー（神奈川県横浜市中区）: 建物の解体により2015年1月31日閉店。
- 富山総曲輪ストアー（富山県富山市総曲輪）
- 名古屋栄ストアー（愛知県名古屋市中区栄）: 2014年5月22日閉店。
- 大阪本町ストアー（大阪府大阪市中央区本町）: 明治屋ビル内にあった。現在は1階にローソンが入居。
- 神戸元町ストアー（兵庫県神戸市中央区）: 元町商店街にあった。2013年1月20日をもって閉店した。現在はABCマート神戸元町店となっている。
- 博多ストアー（福岡県福岡市博多区綱場町2-21 福岡MDビル 1F）
- 明治屋PROVISIONS & WINES（大阪府大阪市北区）：ヨドバシ梅田タワー地下にあった。2022年8月31日閉店。

## 役員
- 代表取締役社長 松沢幸一
- 代表取締役副社長（総務・人事担当）森岡正博
- 代表取締役専務取締役（商品事業本部本部長　品質保証担当）坂野宏常
- 常務取締役（小売事業本部本部長）菊地　好
- 取締役（明治屋商事株式会社代表取締役会長）磯野謙次
- 取締役（株式会社明治屋食品工場代表取締役社長）矢内弘昭
- 取締役（経理部長 本社総合企画室長　情報システム担当）横山壽夫
- 取締役（海上事業本部長）渡辺照男
- 取締役相談役　磯野謙藏
- 取締役相談役　磯野計一
- 監査役　磯野正雄
- 監査役　浅沼昭次

株式は、磯野不動産が26%、中央亭が5%、明治屋食品工場が5%所有している。

## 主な商品
- エッセンス
- 缶詰
- コーヒーほか各種飲料
- ジャム
- シロップ
- 海苔
- パスタ
- 蜂蜜
- 酒（輸入品）

ちなみに、飲料と缶詰の一部は製造を終了している。

過去には西南開発製造による魚肉ソーセージの全国販売も行っていた。

## PR誌『嗜好』
明治屋では1908年（明治41年）以来、PR誌『嗜好』を発行してきたが、2008年、585号までで休刊となった。明治屋店頭にて無料で配布されていた。

## 関連会社
- 明治屋商事株式会社
- 株式会社川越明治屋
- 株式会社浦和明治屋
- 株式会社明治屋食品工場
- 株式会社中央亭 - 東京と神戸に同名の別法人、大阪に合資会社中央亭がある
- 株式会社明治屋クッキングスクール
- 磯野不動産株式会社 - 同社の筆頭株主でもある
- 株式会社メディ - ケンタッキーフライドチキンのフランチャイズ事業及び清掃業務請負